# Hemiscopis expansa
Hemiscopis expansa là một loài bướm đêm trong họ Crambidae.